# Сэндагая (станция)
Станция Сэндагая (яп. 千駄ケ谷駅 сэндагая эки) — железнодорожная станция на линии Тюо-Собу, расположенная в специальном районе Сибуя, Токио. Станция была открыта 21 августа 1904 года. В окрестностях станции находятся Олимпийский стадион Токио и главное здание Японской ассоциации сёги. На станции установлены автоматические платформенные ворота.

## Планировка станции
Одна платформа островного типа и 2 пути. Существует также одна дополнительная платформа бокового типа.
| 1 | ■Линия Тюо-Собу | Синдзюку, Митака |
| 2 | ■Линия Тюо-Собу | Отяномидзу, Тиба |

## Близлежащие станции
| «          |  | Линия          |  | »    |
| ---------- |  | -------------- |  | ---- |
| Синаномати |  | Линия Тюо-Собу |  | Ёёги |